# Flughafen Santa Maria (Kalifornien)

i7
i11
i13
Der Santa Maria Public Airport (auch Capt. G. Allan Hancock Field, IATA-Code: SMX, ICAO-Code: KSMX) ist ein öffentlicher Flughafen 3 km südlich von Santa Maria im Santa Barbara County, Kalifornien in den Vereinigten Staaten.

## Flughafendaten
Er hat zwei Asphaltpisten: eine mit 1582 m Länge und 23 m Breite und eine mit 2440 m Länge und 46 m Breite. Die Fläche des Flughafens beträgt 1018 ha. Die Seehöhe beträgt 80 m.

## Geschichte
Im Jahr 1933 führte Pacific Seaboard Air Lines planmäßige Passagierflüge mit einmotorigen Bellanca CH-300 durch, zwei tägliche Hin- und Rückflüge Los Angeles – Santa Barbara – Santa Maria – San Luis Obispo – Paso Robles – Monterey – Salinas – San Jose – San Francisco. Später verlegte Pacific Seaboard seinen Betrieb in den Osten der USA, wurde in Chicago and Southern Air Lines umbenannt und entwickelte sich zu einer inländischen und internationalen Fluggesellschaft, die 1953 von Delta Air Lines übernommen und mit dieser fusioniert wurde.
In den frühen 1940er Jahren, während des Zweiten Weltkriegs, errichtete das Ingenieurkorps der US-Armee die damals als Santa Maria Army Base bekannte Militärbasis, um den Besatzungen von North American B-25-Flugzeugen Ausbildungsmöglichkeiten zu bieten. Einige Jahre später zogen die B-25-Gruppen ab und die Anlage wurde zum Trainingsgelände für Lockheed P-38-Piloten und Bodenpersonal.
Im Jahre 1946, nach Kriegsende, erwarb das Santa Barbara County das Anwesen mittels einer vorläufigen Genehmigung der War Assets Administration. Der Landkreis behielt die Kontrolle über die Anlage bis 1949. Zu diesem Zeitpunkt erhielt die Stadt Santa Maria eine ungeteilte Hälfte der Anteile. Die Verwaltung dieser Doppeleigentümerschaft/-verwaltung erwies sich als umständlich, und im März 1964 wurde die Überführung des Flughafens in den neu gegründeten Santa Maria Public Airport District vollzogen.
Im Jahr 1956 begannen die Flüge von Southwest Airways mit Martin 4-0-4. Southwest Airways änderte ihren Namen in Pacific Air Lines, die später Paso Robles mit Fairchild F-27 nach Los Angeles (LAX), San Francisco (SFO) und in andere kalifornische Städte flog. 1968 fusionierte Pacific Air Lines mit Bonanza Air Lines und West Coast Airlines zur Air West, die den Flughafen weiterhin mit F-27-Flugzeugen bediente. 1970 wurde Air West in Hughes Airwest umbenannt und bediente Santa Maria bis 1974 weiterhin mit F-27. In den Jahren 1974 und 1975 betrieb Hughes Airwest McDonnell Douglas DC-9 Series 30-Jets nach Los Angeles und San Francisco. Dies war das einzige Mal, dass Santa Maria gleichzeitig Nonstop-Fluglinien nach LAX und SFO hatte. DC-9-Jet-Flüge endeten 1976 und Hughes Airwest F-27-Flüge nach Santa Maria endeten 1979.
Mehrere Zubringerfluggesellschaften bedienten den Flughafen. Im Jahr 1968 flog Cable Commuter Airlines de Havilland Canada DHC-6 nach LAX. Cable Commuter wurde später in Golden West Airlines fusioniert, der Flug nach Santa Maria endete jedoch Anfang der 1970er Jahre. Golden West kehrte 1982 mit Short 330-Flugzeugen kurzzeitig zum Flughafen zurück. Die in Santa Barbara ansässige Apollo Airways (die später ihren Namen in Pacific Coast Airlines änderte) flog Ende der 1970er Jahre mit Handley Page HP.137 Jetstream nach Santa Maria. Swift Aire Lines mit Sitz am nahegelegenen Flughafen San Luis Obispo bediente Santa Maria während des größten Teils der 1970er Jahre mit Flügen nach Los Angeles, San Francisco und San Jose, hauptsächlich mit neuen Fokker F27 Friendships. Swift Aire bediente den Flughafen zuvor auch mit Nord 262 und de Havilland Herons und stellte 1981 den Dienst ein. Wings West Airlines nahm 1982 den Dienst als unabhängige Zubringerfluggesellschaft auf und nahm dann 1986 den Betrieb als American Eagle im Auftrag von American Airlines auf. Die in San Luis Obispo ansässige Fluggesellschaft flog mit BAe Jetstream 31 und Jetstream 32, Beechcraft Model 99, Fairchild Swearingen Metroliner (Metro III-Modelle) und Saab 340 Codesharing-Flüge für American nach Los Angeles und San Francisco. Der Dienst wurde 1996 eingestellt. West Air begann 1986 als United Express im Auftrag von United Airlines nach San Francisco und später nach Los Angeles zu fliegen. West Air flog BAe Jetstream 31 und Embraer EMB-110 Bandeirantes. Mesa Airlines kaufte 1992 West Air auf und führte den Flugbetrieb bis 1997 als United Express fort. Von 1993 bis 1995 operierte Mesa als CalPac mit Beechcraft 1900C auf seinem United Express-Dienst.
SkyWest Airlines begann 1985 mit Flügen nach Santa Maria, als sie Sun Aire Lines erwarb, die den Flughafen seit 1982 bediente. 1986 schloss SkyWest eine Code-Sharing-Vereinbarung mit Western Airlines ab und begann als Western Express zu fliegen. Ein Jahr später fusionierte Western Airlines mit Delta Air Lines und die Flüge von SkyWest wurden dann als Delta Connection betrieben. Die Fluggesellschaft flog Fairchild Swearingen Metroliners und Embraer EMB-120 Brasilias hauptsächlich nach Los Angeles. Im Jahr 1997 änderte SkyWest ihren Dienst von Delta Connection zu United Express im Namen von United Airlines (anstelle von Mesa Airlines), weiterhin mit Nonstop-Flug nach Los Angeles mit Embraer EMB-120 Brasilias. Flüge nach LAX wurden 2015 zugunsten von Nonstop-Flügen nach SFO mit Canadair-Regionaljets eingestellt. SkyWest stellte am 5. Oktober 2016 den gesamten Betrieb in Santa Maria ein.
Mokulele Airlines Cessna 208 Caravans ersetzten den SkyWest/United Express-Dienst nach Los Angeles (LAX). Im Jahr 2016 verlegte Mokulele seine Flüge in die Gegend von Los Angeles von LAX zum Flughafen Hollywood Burbank, ließ Santa Maria jedoch am 30. November 2017 fallen.
Während des Höhepunkts seiner Flugverbindungen von 1986 bis 1996 wurde Santa Maria gleichzeitig von American Eagle, Delta Connection und United Express angeflogen, und alle drei Fluggesellschaften führten insgesamt bis zu 22 Flüge pro Tag nach Los Angeles sowie mehrere Flüge durch nach San Francisco mit Turboprop-Zubringerflugzeugen. Von 1997 bis 2006 war United Express die einzige Fluggesellschaft in Santa Maria. Seit United Express Santa Maria im Jahr 2016 verließ, wurde die Stadt nicht mehr von einer IATA-Fluggesellschaft bedient.
Allegiant Air bedient Santa Maria seit 2006. Derzeit fliegt die Fluggesellschaft mit den Jets Airbus A319 und Airbus A320 zweimal pro Woche nonstop nach Las Vegas und in jede Richtung. Allegiant Air betrieb zuvor Nonstop-Flüge nach Phoenix über den Phoenix-Mesa Gateway Airport. Am 17. November 2012 betrieb Allegiant Air kurzzeitig einmal wöchentlich bis zum 14. August 2013 Boeing 757-200 von Santa Maria nonstop nach Honolulu. Allegiant betrieb zuvor auch McDonnell Douglas MD-80 auf seinen Nonstop-Flügen nach Honolulu, Las Vegas und Phoenix-Mesa Gateway Airport.

## Flugbetrieb
Im Jahre 2021 wurden 15.911 Passagiere befördert.
Im Jahre 2022 haben 34.268 Flugbewegungen stattgefunden, davon 10.161 lokale Bewegungen, 15.710 Zwischenlandungen, 5.463 Air-Taxi-Flüge, 2.783 militärische Flüge und 151 Frachtflüge. 189 einmotorige und 11 zweimotorige Turboprop-Flugzeuge, 4 Jetflugzeuge und 8 Hubschrauber waren 2022 hier stationiert.
Die wichtigste Fluggesellschaft für den Flughafen ist Allegiant Air.
Der Flughafen Santa Maria dient außerdem als Stützpunkt für Feuerlöschflugzeuge zur Brandbekämpfung für den U.S. Forest Service sowie für staatliche und lokale Feuerwehrbehörden in Kalifornien. Zu den Löschflugzeugen, die vom Flughafen aus operierten, gehörten der Großraumjet McDonnell Douglas DC-10-30, geflogen von 10 Tanker Air Carrier,
der Jet McDonnell Douglas MD-87, geflogen von Erickson Aero Tanker, der Turboprop Lockheed C-130 Hercules und die Boeing  737-300, die von Coulson Flying Tankers geflogen wird, und der Turboprop Grumman S-2 Tracker (S-2T-Version), der vom California Department of Forestry and Fire Protection (CAL FIRE) betrieben wird.